# Throop and Holdenhurst

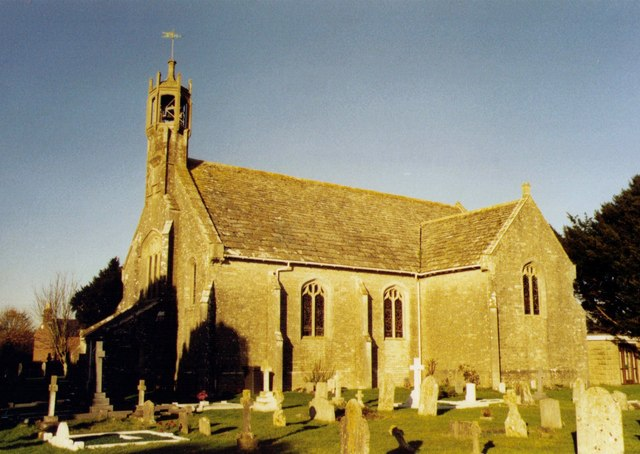
Holdenhurst

Throop and Holdenhurst är en civil parish i distriktet Bournemouth, Christchurch and Poole, i grevskapet Dorset, i England. Civil parish är belägen 12 km från Wimborne Minster. Civil parishen inrättades den 1 april 2024.